# Ат-Тахрим
Ат-Тахри́м (араб. التحريم — Запрещение) — шестьдесят шестая сура Корана. Сура мединская.  Состоит из 12 аятов.

## Содержание
В суре рассказывается об одном происшествии, которое вызвало гнев пророка на некоторых из его жен, и он отказался от части того, что Аллах разрешил ему. В суре также содержится предостережение его женам от последствий их поступка.
Далее в суре повелено верующим охранять себя и свои семьи от огня, топливом для которого служат люди и камни. В конце суры приводятся примеры, подтверждающие, что благочестивость мужей не избавляет их нечестивых жен от наказания, постигшего их от Аллаха, и что нечестивость мужей не причиняет праведным, честным женам никакого вреда.

 О Пророк! Почему ты запрещаешь себе то, что позволил тебе Аллах, стремясь угодить своим жёнам? Аллах - Прощающий, Милосердный. ۝ Аллах установил для вас путь освобождения от ваших клятв. Аллах - ваш Покровитель. Он - Знающий, Мудрый. ۝ Вот Пророк открыл тайну одной из своих жён. Когда же она рассказала её, и Аллах открыл это ему, он дал знать о части этого и утаил другую часть. Она сказала: «Кто сообщил тебе об этом?» Он сказал: «Мне сообщил Знающий, Ведающий». ۝ Если вы обе покаетесь перед Аллахом, то ведь ваши сердца уже уклонились в сторону. Если же вы станете поддерживать друг друга против него, то ведь ему покровительствует Аллах, а Джибрил (Гавриил) и праведные верующие являются его друзьями. А кроме того, ангелы помогают ему. ۝ Если он разведётся с вами, то его Господь может заменить вас жёнами, которые будут лучше вас, и будут мусульманками, верующими, покорными, кающимися, поклоняющимися, постящимися, как побывавшими замужем, так и девственницами. 
—  66:1—5 (Кулиев)